# Jorge Córdova
Jorge Córdova est un général et homme politique bolivien né à La Paz le 23 avril 1822 et mort dans la même ville le 23 octobre 1861.